# 1966 год в истории железнодорожного транспорта
1966 год в истории железнодорожного транспорта

## События
- Тбилисским электровозостроительным заводом построен первый в мире электровоз ВЛ8В с импульсным регулированием на напряжение в контактной сети 6000 и 3000 вольт.
- Электрифицирована узкоколейная железная дорога Боржоми — Бакуриани.

## Новый подвижной состав
- В СССР были выпущены первые электровозы ВЛ82 и ВЛ26.
- В ЧССР на заводах Škoda построены два опытных двухсистемных пассажирских ЧС5, по ряду причин так и не пошедших в серию.
- В ЧССР на заводах Škoda начался выпуск электровозов серии 489.0.
- В США на заводах компании Electro-Motive Diesel освоен выпуск тепловозов серий EMD SW1504 и EMD GP38.
- В США на заводе Electro-Motive Diesel освоен выпуск тепловозов CIE 181.